# King of the Delta Blues Singers
King of the Delta Blues Singers es el primer álbum del músico de blues norteamericano Robert Johnson, siendo lanzado póstumamente casi 30 años después de su muerte. Es un álbum recopilatorio pues sus grabaciones permanecieron inéditas hasta su lanzamiento en 1961. Se considera como el álbum de blues más influyente de la historia de la música.
Fue lanzado por la Columbia Records y producida por Frank Driggs. Incluye su éxito Terraplane Blues, y las célebres Crossroads, Sweet Home Chicago y Me and the Devil.
En el año 2003 fue incluido en la lista de los 500 mejores álbumes de todos los tiempos de la Revista Rolling Stone, ocupando el puesto 27, pero fue retirado en la versión revisada del 2012.

## Contexto
Las canciones fueron grabadas el 23, 26 y 27 de noviembre de 1936, y el 19 y 20 de junio de 1937. Las sesiones de 1936 se llevaron a cabo en un hotel de San Antonio, y las de 1937 en Dallas, en Texas. En total se compone de 16 canciones, más una que fue agregada en la reedición de 1998. Ambas sesiones fueron supervisadas por el ingeniero Don Law.
Todas las canciones, excepto If I Had Possession Over Judgement Day, When You Got a Good Friend y Traveling Riverside Blues permanecieron inéditas hasta 1961 y la toma alternativa de Traveling Riverside Blues que fue agregada en 1998 al material original, pues las demás canciones fueron lanzadas en su momento por Vocalion Records, pero no gozaron de éxito comercial.
También contiene tomas alternativas sin publicar de los temas Crossroad, Come On in My Kitchen y Me and the Devil, canciones que alimentaron la leyenda negra de su talento y su muerte a los 27 años.
El álbum contiene la mitad del catálogo completo del artista, cuya otra mitad fue publicada 9 años después en King of the Delta Blues Singers, Vol. II en 1970. 

## Lanzamiento y recepción
El álbum fue lanzado en 1961 bajo el sello Columbia, en formato mono.

## Legado
Muchos artistas importantes y críticos musicales han citado a este álbum como influencia importante en la música. Jimmy Page, Keith Richards, Eric Clapton lo han citado como gran referente en sus carreras y formas de tocar.
Se han realizados varios cóvers de canciones del álbumː Crossroads por Cream en Wheels of Fire de 1968 y Sweet Home Chicago por Eric Clapton, The Blues Brothers, Fleetwood Mac, etc, se convirtió en un himno para la ciudad de Chicago.
Mojo lo consideró uno de los mejores álbumes de blues de la historia.
También es considerado como el álbum que forjó la leyenda de Johnson como referente de la música.
En el 2003 fue incluido en la lista de los 500 Mejores Álbumes de todos los tiempos de la revista Rolling Stone, ocupando el puesto 27. En la reedición del listado publicado en el 2012, el álbum fue retirado junto a su continuación de 1970 en favor de The Complete Recordings de 1990, también de Johnson y que contiene todos los temas del artista incluidos en la colección King of Delta Blues Singers.